# Karl Tellenbach
Karl Tellenbach (* 6. April 1877 in Walkringen; † 31. Juli 1931 in Bern) war ein Schweizer Coiffeurmeister und ab etwa 1910 als Stadtoriginal Dällebach Kari weitherum bekannt.

## Leben
Karl Tellenbach wurde 1877 im emmentalischen Walkringen als Sohn des Landwirts Friedrich Tellenbach geboren. Nach einer Coiffeurlehre in Worb arbeitete er von 1894 bis 1896 als Geselle in Murten. 1901 wurde er «nach intensivem Abendkursstudium» Coiffeurmeister. Ab 1896 lebte Tellenbach in Bern; mit nur einer Unterbrechung 1899, als er in Couvet im Kanton Neuenburg wohnte.
Wegen seiner Hasenscharte wurde er stets belacht, besonders auch von seinen Kunden. Seine Liebe zur Maturandin und Fabrikantentochter Annemarie Geiser scheiterte am Standesdünkel ihrer Familie. Karl Tellenbach blieb ledig und entwickelte sich zum Eigenbrötler, der für seinen Humor bekannt war. Gezeichnet von seiner Hasenscharte und der damit einhergehenden nasalen Sprechweise versuchte er sein Leben lang, den Leuten einen anderen Grund zum Lachen zu geben als ebendiese Behinderung. Sein legendärer Witz wurde in zahlreichen Anekdoten überliefert.
In der Stadt Bern führte er seit dem 1. Juli 1900 seinen eigenen Haarkunstsalon an der Neuengasse 4 in der Berner Altstadt. Seinen Kunden gegenüber war er sehr schlagfertig und dazu ein begnadeter Unterhalter. Als ein Steuerbeamter sich etwas ruppig behandelt fühlte und «Kari» kritisierte, habe er erwidert: «Sie schätzen mich doch seit Jahren höher ein als ich Sie».
In seiner Freizeit soll er sich jeweils auf ausgedehnte Kneipentouren begeben haben. Auch davon zeugt ein Witz: «Kari» war nachts auf dem Heimweg betrunken umgefallen und konnte nicht mehr aufstehen. Zu den beiden Polizisten, die ihn fanden und wieder auf die Beine stellten, meinte er, zwei Italiener hätten ihn zu Boden gebracht. Auf die Rückfrage der Polizisten, wer denn diese seien, meinte er schelmisch: «Der Chianti und der Barbera!»
Nach zwei erfolglosen Krebs-Operationen starb er durch Suizid, indem er von der Berner Kornhausbrücke in die Aare sprang. Sein Leichnam wurde rund zehn Tage später im Wohlensee entdeckt und geborgen.

## Erinnerung an das Berner Stadtoriginal
1970 erschien von Kurt Früh der Film Dällebach Kari über dessen Leben, mit Walo Lüönd in der Hauptrolle und einem Lied des Berner Chansonniers Mani Matter. Matter gab an, es als Auftragsarbeit für den Film geschrieben zu haben. Als Titellied wird am Leichenmahl von Kari Wie die Blümlein draussen zittern von 1851 gesungen.
Die Urne von Tellenbach wurde auf dem Berner Bremgartenfriedhof beigesetzt, doch das Grab ist inzwischen aufgehoben. Gemäss seiner Nichte, Heidi Binggeli-Tellenbach, wurde er jedoch nie beigesetzt: Die Urne soll sich lange Zeit im Keller der Familie befunden haben. Dieselbe Nichte hat auch der Darstellung ihres Onkels als notorischem Säufer – insbesondere durch den Film vermittelt – widersprochen: Sie selbst habe ihn nie betrunken angetroffen.
2002 reichte der Berner Stadtrat Peter Bühler eine Interpellation ein mit der Frage an den Gemeinderat, ob Berns Stadtregierung des wohl bekanntesten Originals nicht endlich in irgendeiner Form gedenken wolle. Doch diese wollte weder eine Umbenennung der Neuengasse in Dällenbach-Kari-Gasse vornehmen noch irgendein Denkmal erstellen. In der Folge wurde «Kari» dann aber von privater Seite im April 2004 am Standort seines «Salons» eine Gedenktafel finanziert.
Im Sommer 2006 wurde auf dem Berner Hausberg Gurten zu Ehren seines 75. Todestages das Theaterstück Dällebach Kari von Livia Anne Richard aufgeführt. Im Sommer 2007 haben dort weitere Aufführungen stattgefunden.
Am 15. Juli 2010 wurde das Musical Dällebach Kari bei den Thunerseespielen uraufgeführt. Weitere Vorstellungen fanden im Sommer 2010 in Thun und im Frühjahr 2011 in Zürich statt. Von Ende September bis zum 21. Dezember 2012 wurde es in Bern gespielt. Im Sommer 2023 wurde das Musical als erstes Stück überhaupt zum zweiten Mal bei den Thunerseespielen aufgeführt.
Aus diesem Anlass wurde am 8. April 2010 auf dem Berner Waisenhausplatz eine 2,70 Meter grosse, fast 400 Kilogramm schwere Bronzestatue des Berner Kunstmalers und Bildhauers Hansruedi Wüthrich enthüllt. Die Statue reiste bis Mitte Juli 2010 als Werbung für das Musical durch das Bernbiet. Es ist noch unklar, ob die Statue danach einen festen Standplatz in Bern erhält.
Eine Ausstellung über Tellenbachs Leben wurde von April bis Oktober 2010 in der Emmentaler Schaukäserei in Affoltern im Emmental präsentiert.
Im Januar 2012 wurde der Film Eine wen iig, dr Dällebach Kari von Xavier Koller am Filmfestival Solothurner Filmtage uraufgeführt. Koller schrieb das Drehbuch und führte Regie, produziert wurde der Film von Alfi Sinniger. Der Film beruht nicht auf jenem von Kurt Früh, sondern auf dem Theaterstück von Livia Anne Richard. Wie im Musical von 2010 spielte Hanspeter Müller-Drossaart den Coiffeurmeister; den jungen Dällebach Kari spielte Nils Althaus.

## Letztwillige Verfügung
Letztwillige Verfügung von Karl Tellenbach, in Bern kremiert am 12. August 1931

«Alle, die mich auf dem letzten Gang begleiten, sollen nur während der Predigt und der Versenkung der Urne besinnlich sein. Danach ist Gemütlichkeit und Humor an der Reihe. Ich habe bei Frau Jenni in der »Grünegg« ein Säli reserviert und im voraus ein Zvieri mit Hamme und natürlich einen rechten Tropfen Roten bezahlt. Da denkt alle an mich zurück, indem ihr bei Frohsinn und Geselligkeit meine Geschichten auffrischt. Zum Abschluss des Mahls, das wünsche ich mir ausdrücklich, singt für mich noch einmal ‹Wie die Blümlein draussen zittern›. Ich werde mein liebstes Lied hören.»

## Andere Medien
- Dällebach Kari. Film von Kurt Früh. DVD 2003
- Dällebach Kari. Soundtrack zum Musical. Audio-CD 2010
- Eine wen iig, dr Dällebach Kari. Film von Xavier Koller, 2011.